# Erwin l'Ami
Erwin l'Ami (ur. 5 kwietnia 1985 w Woerden) – holenderski szachista, arcymistrz od 2005 roku.

## Kariera szachowa
W szachy gra od piątego roku życia. W roku 1999 podzielił II-III m. w mistrzostwach Holandii juniorów do lat 14, rozegranych w Leiden. W 2001 podzielił I m. (wspólnie z  m.in. Alexandre Dgebuadze i Harmenem Jonkmanem) w otwartym turnieju w Utrechcie. W 2002 zdobył drugi medal mistrzostw kraju juniorów, dzieląc II-III m. (za Danielem Stellwagenem) w Nijmegen (w grupie do lat 20), podzielił II m. w otwartych mistrzostwach Holandii w Dieren oraz zajął V m. w mistrzostwach Europy juniorów do lat 18 w Peñiscoli. W 2004 podzielił II m. (wspólnie z  m.in. Janem Timmanem, Loekiem van Wely, Ivanem Sokolovem, Michałem Krasenkowem i Predragiem Nikoliciem) w silnie obsadzonym turnieju open w Amsterdamie oraz triumfował w Gausdal (przed m.in. Magnusem Carlsenem. W 2005 ponownie dobrze zaprezentował się w Amsterdamie (dz. II m. wspólnie z  m.in. Iwanem Czeparinowem i Władimirem Akopianem), jak również w Hoogeveen (dz. II m. wspólnie z  m.in. Friso Nijboerem i Eduardasem Rozentalisem). W 2007 zwyciężył (wspólnie z  Władimirem Burmakinem) w Béthune oraz (wspólnie z Deepem Senguptą i Erikiem van den Doelem) w Dieren. W 2008 r. podzielił I m. w Cappelle-la-Grande (wspólnie z Andriejem Diewiatkinem, Jurijem Kryworuczko, Vasiliosem Kotroniasem, Davidem Arutinianem, Konstantinem Czernyszowem, Siergiejem Fiedorczukiem i Wugarem Gaszimowem). W 2009 r. zwyciężył w Dieren. W 2012 r. zdobył w Amsterdamie brązowy medal indywidualnych mistrzostw Holandii. W 2014 r. zwyciężył w Szafszawanie.
Wielokrotnie reprezentował Holandię w turniejach drużynowych, m.in.:
- czterokrotnie na olimpiadach szachowych (w latach 2006, 2008, 2010, 2014)[5],
- na drużynowych mistrzostwach świata (w roku 2013)[6],
- trzykrotnie na drużynowych mistrzostwach Europy (w latach 2007, 2009, 2013); medalista: indywidualnie – brązowy (2009 – na III szachownicy)[7].

Najwyższy ranking w dotychczasowej karierze osiągnął 1 maja 2014 r., z wynikiem 2651 punktów zajmował wówczas 4. miejsce wśród holenderskich szachistów.

## Życie prywatne
Żoną Erwina l'Ami jest rumuńska arcymistrzyni Alina l'Ami (z domu Moțoc).